# Salix taxifolia
Espèce
Salix  taxifolia, le saule à feuilles d'if, est une espèce de plantes à fleurs de la famille des Salicaceae. C'est un saule originaire du Mexique et d'Amérique centrale.

## Synonymie
- Salix exilifolia Dorn
- Salix microphylla Schltdl. & Cham.
- Salix taxifolia var. leiocarpa Andersson
- Salix taxifolia var. limitanea I.M. Johnst.
- Salix taxifolia var. microphylla (Schltdl. & Cham.) C.K. Schneid.
- Salix taxifolia var. sericocarpa Andersson[2],[3].

## Description
C'est un grand arbuste ou un petit arbre. Les feuilles sont ressemblantes avec celles d'un if (Taxus spp.), d'où son nom commun. Son aspect est similaire à celui du saule de Bonpland, Salix bonplandiana.
L'espèce est native de tout le Mexique ainsi que des régions du sud de la côte du Pacifique, au nord de Sinaloa, dans le sud, dans le centre du Guatémala. Des populations éparses sont également signalées dans les États américains du Texas, Nouveau-Mexique et de l'Arizona,,.

### Répartition
Sa zone de prédilection va du sud Mexique au sud de la Ceinture Trans-mexicaine volcanique et de la côte du Pacifique, puis le centre du Guatemala.
Outre la zone de base, on le trouve du nord de la Sierra Madre Occidentale, en Arizona, au Nouveau-Mexique et au nord-est de la Sonora. Deux plus grandes répartitions disjointes se rencontrent dans l'ouest Texas et le centre de l'état de Chihuahua, la rivière Conchos et, à l'ouest de la ville, une grande zone dans la région du lac. Il se reproduit également dans des endroits isolés de Durango, Sinaloa, dans le nord-est, à Nuevo Leon et Tamaulipas. Il est présent dans l'extrême sud Baja California Sur, (ouest de Sinaloa-Durango à travers le golfe de Californie) outre les parties de la Sierra Madre Occidentale, des populations locales se trouvent dans le sud (Sierra Madre orientale cordillera...)
Son aire de répartition est similaire à celle du saule de Bonpland,  Salix bonplandiana , sauf que  S. bonplandiana  couvre presque toute l'étendue nord-sud de la Sierra Madre occidentale où  Salix taxifolia est plus intermittent.